# Jiří Tichý
Jiří Tichý (* 6. Dezember 1933 in Jeneč, Bezirk Prag-West; † 26. August 2016 in Podivín) war ein tschechoslowakischer Fußballspieler. Er nahm an der Weltmeisterschaft 1962 teil.

## Karriere

### Verein
Tichý begann seine Karriere im Seniorenbereich 1954 bei dem Polizeisportverein ČH Bratislava. Dort wurde er 1959 tschechoslowakischer Meister. 1962 wurden die Spieler von ČH Bratislava zu Slovnaft Bratislava delegiert. Im Jahr darauf wechselte er zu Sparta Prag. Mit Sparta gewann er 1964 den tschechoslowakischen Pokal und den Mitropacup sowie 1965 und 1967 die tschechoslowakische Meisterschaft. 1969 beendete er seine aktive Laufbahn aufgrund einer Arthrose im Sprunggelenk.

### Nationalmannschaft
Am 27. Oktober 1957 debütierte Tichý beim 4:1 im Qualifikationsspiel zur Fußball-Weltmeisterschaft 1958 in Leipzig gegen die DDR in der tschechoslowakischen Nationalmannschaft. Nach der erfolgreichen Qualifikation wurde er jedoch nicht für den WM-Kader nominiert. Sein zweites Länderspiel bestritt er fast ein Jahr später am 12. Oktober 1958 gegen die bulgarische Nationalmannschaft.
Tichý nahm an vier Qualifikationsspielen für die Europameisterschaft 1960 teil. Zwar stand er im Kader der Endrunde, wurde aber nicht eingesetzt. 
Für die Weltmeisterschaft 1962 in Chile wurde er in das tschechoslowakische Aufgebot berufen. Hier kam Tichý im Finale gegen Brasilien zum Einsatz. Die Tschechoslowakei verlor mit 1:3 und wurde Vizeweltmeister.
Sein letztes von 19 Länderspielen, in denen er ohne Torerfolg blieb, bestritt er am 13. September 1964 gegen Polen.

## Erfolge
- Tschechoslowakische Fußballmeisterschaft: 1959, 1965, 1967
- Tschechoslowakischer Fußballpokal: 1964
- Mitropapokal: 1964
- IFC-Sieger 1963
- Europapokal der Fußball-Nationalmannschaften: 1955 bis 1960